# Eriophyes sheldoni

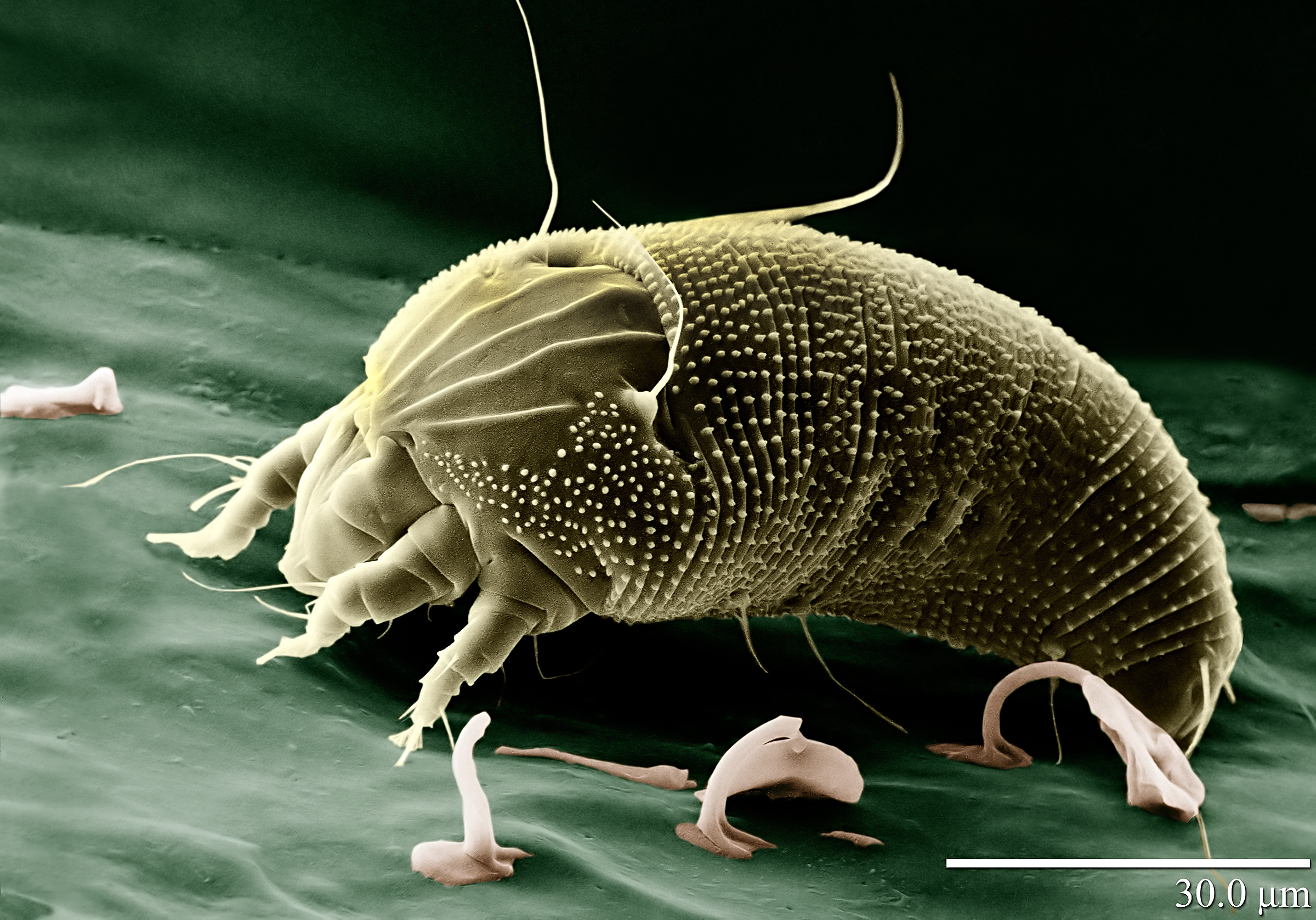

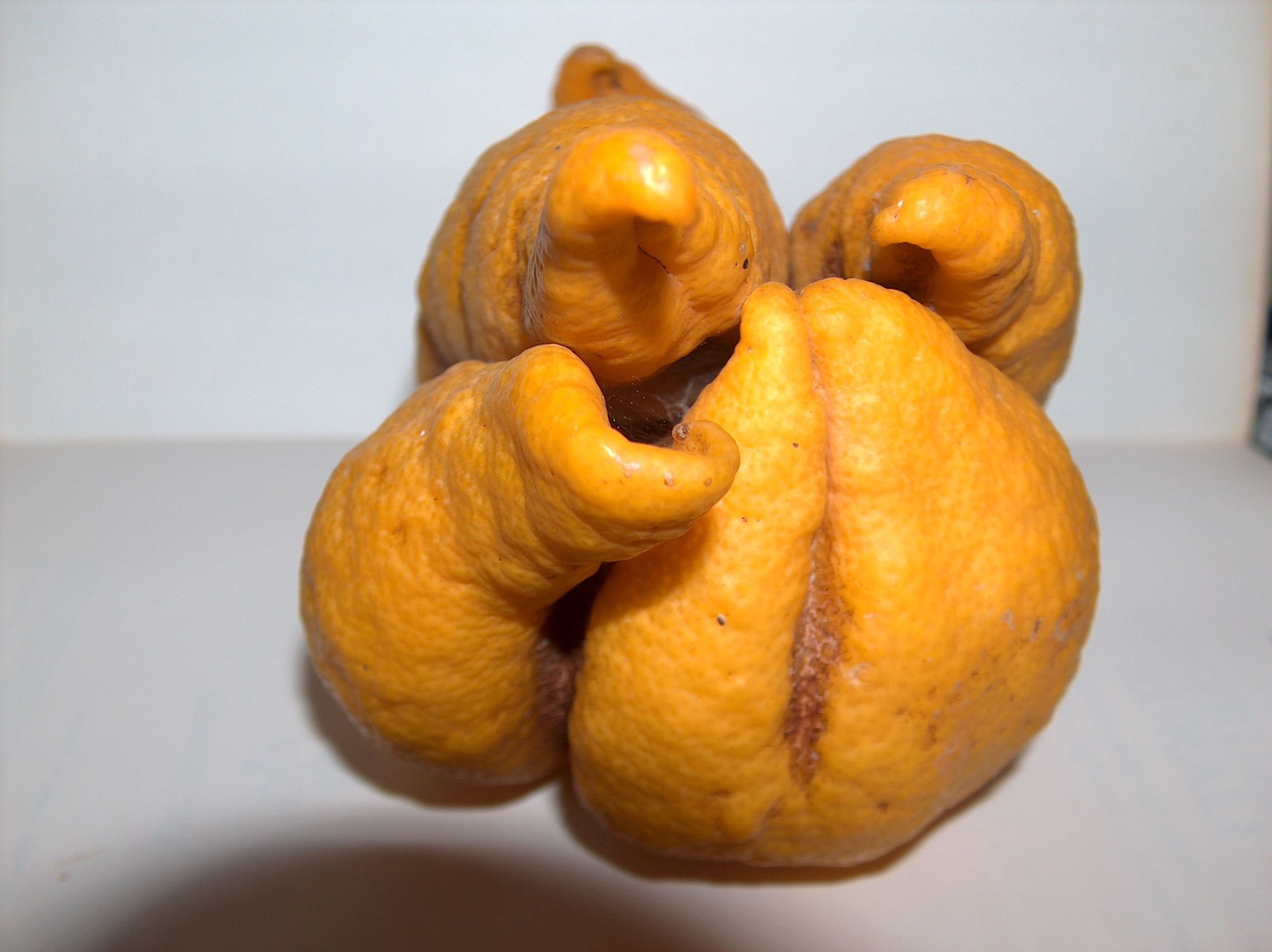
Esempio di agrume danneggiato

L'acaro delle meraviglie (Eriophyes sheldoni EWING, 1937) è un acaro eriofide che vive principalmente sulle piante di limone, ma può attaccare diverse specie di Citrus: arancio amaro, mandarino, pompelmo e cedro.

## Generalità
Eriophyes sheldoni è diffuso nelle aree agrumicole e attacca principalmente il limone e in particolare vengono colpite di più le varietà interdonato e monachello.
L'acaro delle meraviglie, invisibile ad occhio nudo, vive tutto l'anno in luoghi protetti all'interno delle gemme, tra le perule e sotto la rosetta dei frutticni.

## Descrizione
La femmina adulta ha forma allungata ed è di colore crema. Dorsalmente presenta un ispessimento del tegumento o scudo, con 3 coppie di linee longitudinali. 
Dimensioni piccolissime (0,15-0,2 mm circa di lunghezza).

## Parti attaccate e danni
Il fitofago attacca le gemme quando queste devono ancora svilupparsi a legno o a fiore.
Le gemme a legno attaccate vengono accecate e, se l'infestazione perdura, danno origine ad una vegetazione di aspetto cespuglioso, a rosetta, con internodi raccorciati e affastellamento dei rami.
Le foglie colpite sono spesso incomplete con ondulazioni del lembo fogliare di consistenza coreacea.
Le gemme a fiore attaccate originano fiori che in larga misura cadono, mentre quelle che allegano producono frutti abnormi dall'aspetto di un polpo; tali frutti vengono chiamati meraviglie o frutti delle meraviglie.
I danni si ripercuotono nella produzione che viene gravemente compromessa sia dal lato quantitativo che qualitativo: infatti i frutti mostruosamente deformati non possono essere commercializzati.

## Ciclo biologico ed epidemiologia
L'eriofide compie numerose generazioni all'anno; gli adulti superano la stagione fredda entro le gemme della pianta ospite. Alla ripresa vegetativa fuoriescono e raggiungono i nuovi germogli. 
In condizioni favorevoli, si riproduce per tutto l'anno con una serie di cicli biologici ininterrotti che durano circa 15 giorni durante la stagione estiva e 20-30 giorni nel periodo invernale.
La diffusione dell'Acaro è spesso dovuta all'opera del vento o al trasporto di materiale vivaistico da un luogo all'altro.

## Antagonisti
Acari:
- Fitoseidi
- stigmeidi

## Lotta
La lotta contro questo acaro non sempre è efficace sia perché, quasi sempre, è ben riparato entro le gemme e sotto la rosetta dei frutti sia per la notevole capacità di moltiplicazione (ciclo di sviluppo in circa 15 giorni).
Comunque, la lotta contro questo eriofide è di tipo chimico e di tipo agronomico.

### Interventi agronomici
- ridurre le concimazioni azotate, gli stress idrici, le potature;
- lavorare il terreno per distruggere i nidi delle formiche.

### Interventi chimici
la lotta chimica consiste in trattamenti a base di oli bianchi da effettuare durante il riposo vegetativo (da novembre a gennaio); tuttavia non sempre viene effettuata specificamente in quanto i trattamenti invernali con oli bianchi contro le cocciniglie, sono efficaci anche contro questo acaro.
In caso di forti infestazioni, nel periodo primaverile-estivo, si possono impiegare prodotti acaricidi.